# Luciana de Rochefort
Luciana de Rochefort (1088-6 de mayo de 1137 o posterior), fue la primera esposa, desde 1104 hasta 1107, del que luego será el rey Luis VI de Francia . Era hija de Guido de Rochefort, el Rojo de la casa de Montlhéry y su segunda esposa Isabel, dama de Crécy.
En 1104, el rey Felipe I de Francia nombró a su padre senescal de Francia, y para fortalecer la buena relación entre la familia y la casa real, Guido comprometió a su inmadura hija Luciana ese mismo año con el heredero al trono Luis VI.
Se casó con el entonces príncipe Luis en 1104 y, juntos tuvieron una hija, Isabel, nacida en 1105. Luciana y Luis no tuvieron ningún hijo varón. Él la repudió en 1107, un año antes de convertirse en rey, el matrimonio fue anulado por el papa Pascual II en el Concilio de Troyes el 23 de mayo de 1107, bajo pretexto de consanguinidad.
Las razones de la cancelación, según informó Suger de Saint-Denis en su Vita Ludovici VI, fueron las intrigas de los rivales de Rochefort, la familia Garlande.Pero es igualmente posible que la disolución del matrimonio se realizara por iniciativa de la segunda esposa de Felipe I, Bertrada de Montfort, porque intentaba debilitar el estado de Luis de todas las maneras posibles, para llevar a su propio hijo Felipe de Mantes al trono de Francia.
Después, ella se casó con Guichard IV de Beaujeu, y juntos tuvieron dos hijos. Luciana murió en 1137.